# Jorden runt på 80 dagar
För andra betydelser, se Jorden runt på 80 dagar (olika betydelser).
Jorden runt på 80 dagar (franska: Le Tour du monde en quatre-vingts jours) är en roman skriven 1872–1873 av Jules Verne. Berättelsen utkom 1872 i serieform i tidningen Le Temps i Paris och publicerades i bokform den 30 januari 1873 av förlaget Pierre-Jules Hetzel. Den första svenska utgåvan publicerades samma år på Sigfrid Flodins förlag. Boken har flera gånger översatts till svenska, bland annat av Eyvind Johnson.

## Handling
I London slår den äkta brittiske gentlemannen och Reformklubbmedlemmen Phileas Fogg vad om att han kan resa jorden runt på 80 dagar (något traditionellt fullkomligt otänkbart på den tiden, även om det dykt upp artiklar och annonser om att det skulle gå, vilket Fogg läst), efter att ha provocerats lätt av övriga klubbmedlemmar. Han tar med sig sin nytillträdde betjänt (den förre hade värmt Foggs rakvatten till fel temperatur, och därför blivit avskedad) Jean Passepartout, och de möter många spännande saker på vägen. De har med sig mycket pengar, och det behövs, eftersom många faror och oförutsedda händelser väntar längs resvägen. Passepartouts nyfikenhet och oförsiktighet är ofta källan till dessa, men det visar sig faktiskt att fransmannen är bokens stora hjälte. Att tydligt framhäva fransmännens överlägsenhet är för övrigt vanligt i Jules Vernes böcker, då hans patriotism var ovanligt stark.
Samtidigt misstänks Fogg för att ha rånat Bank of England på 55 000 pund före avresan, och efterföljs av en engelsk detektiv, som heter Fix, resan runt. Detektiven är flera gånger sin misstänkte i hälarna, och spelar till och med Phileas Foggs favoritspel whist med denne vid ett flertal tillfällen. Problemet är dock att han måste ha en häktningsorder och till och med gripa Fogg på brittisk mark, och även om det brittiska imperiet var stort i slutet av 1800-talet ägde stormakten inte hela världen. Därför får detektiven hålla god min och vänta tills sällskapet når Liverpool. Givetvis är den brittiske gentlemannen ingen skurk, vilket så småningom reds ut.
Efter att på grund av gripandet ha missat tåget från Liverpool till London tror sig Fogg även ha missat möjligheten att vinna vadet, men i sista stund kommer Passepartout på att som de rest österut runt jorden, och allt eftersom förlorat 24 timmar genom bytet av tidszoner, har de i själva verket bara använt 79 dagar för resan, och därmed kan Fogg med andan i halsen träda in på sin klubb precis i tid för att ha klarat uppgiften.

## Bakgrund
Jules Verne (1828–1905) grundade sina böcker på dåtida vetenskap, och lade stor vikt på detta. Idag kan man flyga jorden runt på 2–3 dagar, men för 1872 års vetenskap var 80 dagar en ganska rimlig siffra. Flera viktiga järnvägar invigdes i slutet av 1860-talet, till exempel den över USA, plus Suezkanalen. Dessutom hade ett nätverk av ångfartygslinjer börjat gå över oceanerna sedan 1840–1850-talen. Tiden som behövdes minskades härigenom till en bråkdel av vad det tidigare hade tagit. Innan dess räckte inte ett år för att ta sig jorden runt.
Romanen var väldigt viktig för Jules Verne i det att den ekonomiskt fick honom på fötter igen, efter att han blivit i det närmaste ruinerad av det fransk-tyska kriget 1870–1871.
Den har senare blivit klassad som en av hans allra främsta framgångar. Han fick idén till den när han under en promenad såg reklam för ett resebolag, som hävdade att man hos dem kunde resa jorden runt på tre månader (d.v.s. 89–92 dagar).
Romanen har filmatiserats ett flertal gånger, 1919, 1956, 1989 och 2004. Den blev svensk TV-teater 1975 och har också kommit som tecknad TV-serie, bland annat finns Willy världsvan.
En amerikansk journalist, Nellie Bly gjorde några år senare, 1889, en sådan resa på riktigt. Den tog henne 72 dagar, och gav mycket uppmärksamhet. Hon skrev en bok (Jorden runt på 72 dagar, utgiven 1890) om resan som sålde bra. Året efter gjorde en amerikansk företagare, George Francis Train, en resa jorden runt på 67 dagar. 1936 hölls tävlingen Jorden runt på 20 dagar där deltagarna endast fick använda etablerade kommersiella färdmedel.
Michael Palin gjorde 1988–89 en resedokumentär för BBC med samma titel, där han genomförde i stort sett samma resa med bara sådana kommunikationsmedel som fanns till buds på Foggs tid, och visade därmed att inte ens med BBC:s hela organisation bakom sig var företaget så särskilt mycket lättare än det hade varit på 1800-talet. Han hade ett kamerateam med sig som snarare var i vägen, problem med gränspassager, tillstånd m.m.

## Resan
- Etapp 1

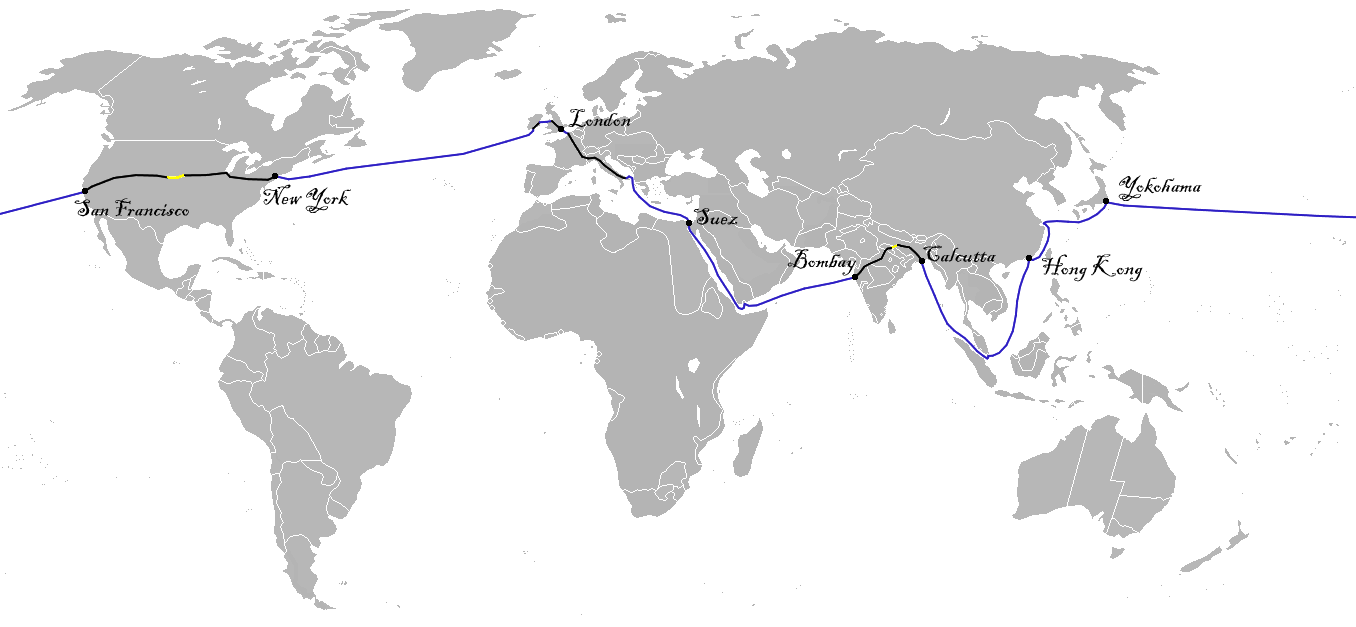
Resrutten

Resan inleddes kl 20:45 den 2 oktober 1872 i London på järnvägsstationen Charing Cross med tåg via färjan till Calais till Paris. Efter ankomsten i Paris den 3 oktober fortsatte resan samma dag med tåg (via Turin) till Brindisi i Italien dit de anlände den 5 oktober. Samma dag steg de ombord på Oriental Steamship Company:s ångfartyg "Mongolia" för etappen över Medelhavet till Afrika.
- Etapp 2

Fartyget "Mongolia" anlände i Suez den 9 oktober och fortsatte sedan vidare genom Suezkanalen och Röda havet till Aden och därefter över Indiska oceanen vidare till Bombay i västra Indien dit de anlände den 20 oktober.
- Etapp 3

Från Bombay fortsatte resan samma dag med tåglinjen Great Indian Peninsular Railroad genom Indien till Calcutta. Järnvägsspåret var dock ännu inte helt färdigbyggd och slutade kort före Allahabad, Fogg köpte då elefanten Kiouni för att kunna att rida vidare till Allahabad. Där återupptog de resan med tåg till Calcutta i östra Indien dit de anlände 23 oktober.
- Etapp 4

Den 24 oktober steg de ombord på British India Steam Navigation Company:s ångfartyg "Ranggon" för etappen över Indiska oceanen till Singapore och vidare över Sydkinesiska havet till Hongkong. I Hongkong skulle de ta ångfartyget "Carnatic" för vidare färd till Yokohama i Japan vilket Passepartout hann med medan Fogg missade anslutningen. Fogg hyrde då fartyger "Tankadere" och tog sig genom Östkinesiska havet till Shanghai i Kina. Från Shanghai reste Fogg vidare med Pacific Mail Steamship Company:s ångfartyg "General Grant" vilket de redan hade bokat resa på från Yokohama till San Francisco. I Yokohama tillslöt även Passepartout.
- Etapp 5

Den 14 november avgick "General Grant" för resan över Stilla havet till San Francisco i Kalifornien i västra USA dit de anlände efter 22 dagar. Från San Francisco reste de vidare med Union Pacific Railroad:s Transamerikanska järnvägen till New York i östra USA. Resan gick via Salt Lake City, Utah - Medicine Bow, Wyoming - Kearney, Nebraska - Omaha, Nebraska - Chicago, Illinois till New York City, New York dit de anländer efter 7 dagar. Under resan använder de även en släde under en kortare sträcka mellan Kearny och Omaha.
- Etapp 6

I New York missar de åter an anslutningsresa, denna gång Cunard Lines "China" (rederiets första fartyg med skruvpropeller) över Atlanten till Liverpool i nordvästra England, istället lyckades de hyra ångfartyget "Henrietta" som tog dem till Queenstown i Irland dit de anlände efter 8 dagar. Från Queenstown tog de posttåget till Dublin och därifrån färjan till Liverpool och nådde slutligen London den 21 december efter 80 dagar.
Berättelsen publicerades i serieform i tidningen Le Temps från den 6 november 1872 till den 22 december, första bokversionen gavs ut 30 januari 1873.

## Myt om boken
Det finns en spridd uppfattning om att Phileas Fogg och Passepartout använde sig av en luftballong som färdmedel vid något tillfälle. Det är endast i filmatiseringarna som detta sker och färdmedlet diskuteras enbart i boken men ratas.